# Ресторан Колиба (Лесковац)
Ресторан Колиба се налази у етно-комплексу Апостоловић у улици Симе Погачаревића у Лесковцу.

## О ресторану
Ресторан Колиба је етно-ресторан који негује старе српске обичаје и традиционалну кухињу. Власници ресторана су познати лесковачки угоститељи Саша Цветковић и Предраг Лазаревић. Реновиран и адаптиран Ресторан Колиба је отворен на овој локацији у првој половини 2021. године. До тада је пословао на адреси Текстилна бб.
Ресторан Колиба је на пређашњој адреси пословао од 2006. године чији су власници и тада били Саша Цветковић и Предраг Лазаревић да би део посла сада препустили синовима. Септембра 2018. године у пожару је изгорео цео комплекс у Текстилној улици.

## Угоститељска понуда
Ресторан Колиба на свом менију има познате лесковачке специјалитете припремљене на традиционалан начин, као и бројна јела интернационалне кухиње.
Из менија: Јела по поруџбини (лесковачка мућкалица, домаћа прженија, телећа глава у шкембе, јунећи репови са поврћем, свадбарски купус...), Национална јела спремљена испод сача (јагњетина испод сача, свињска буткица испод сача, свињска буткица испод сача), Печење са ражња (јагњећи котлети на роштиљу, шпиковано телеће печење у сосу...), Специјалитети са роштиља (лесковачки ђеврек са кајмаком, лесковачки уштипак, ћевапи на кајмаку, ћулбастија, димљена селска вешалица), Специјалитети од меса (пилетина тоскана, пилетина у сосу од четири врсте сира, свињска ребра у BBQ сосу...),  Риба и морски програм (лигње на жару, бранцин, пастрмка...). На менију су и разне чорбе, салате и десерти као и богат избор алкохолног и безалкохолног пића.

## Смештај
Комплекс осим ресторана поседује и апартмане за смештај гостију. На располагању је 11 апартмана: двокреветни апартман (луx двокреветна соба), трокреветни апартмани (одвојени кревети и француски лежај плус фотеља), четворокреветни апартмани (три кревета плус фотеља).
Сваки апартман поседује и своју терасу. Кроз двориште комплекса протиче вода која је вештачки формирана. 